# Scala di Levine
La scala di Levine è un sistema di classificazione utilizzato nella semeiotica fisica del cuore, per classificare i soffi cardiaci, basato sull'intensità del rumore. 
L'eponimo è il ricercatore statunitense Samuel A. Levine, che studiò il significato dei suoni auscultabili nell'esame obiettivo del cuore.

## Storia
I soffi cardiaci erano stati descritti nel 1819 da René Laennec, inventore dello stetoscopio. Per oltre un secolo si discusse sul loro significato, soprattutto riguardo ai soffi sistolici. Alcuni clinici ritenevano avessero una causa organica, altri che fossero di origine funzionale. 
Solo nel 1933 Freeman e Levine dimostrarono la possibilità di individuare con buona approssimazione la causa strutturale o funzionale dei soffi sistolici, correlata all'intensità del suono e all'associazione con un fremito. Dimostrarono che il grado del soffio poteva dare informazioni utili per la diagnosi e la prognosi.
Lo studio e l'interpretazione dei soffi sistolici fu approfondito in seguito con l'introduzione della fonocardiografia e dell'ecocardiografia nella seconda metà del Novecento.

## Classificazione dell'intensità dei soffi
La Semeiotica medica studia i sintomi e i segni presentati da un paziente. L'auscultazione è il quarto passo dell'esame obiettivo, dopo l'ispezione, la palpazione e la percussione.
La scala di intensità dei soffi di Levine è suddivisa in sei gradi e viene indicata in forma di frazione con numeri romani:
| Grado  | Connotazione clinica |
| ------ | --- |
| I/VI   | Il soffio è udibile solo auscultando attentamente per qualche tempo                                                                  |
| II/VI  | Il soffio è debole ma udibile immediatamente appena posato lo stetoscopio sul torace                                                 |
| III/VI | Il soffio è forte, subito udibile, ma senza fremito                                                                                  |
| IV/VI  | Il soffio è forte e con fremito palpabile                                                                                            |
| V/VI   | Il soffio è forte e con fremito palpabile. Il soffio è così forte da essere udibile posando solo l'orlo dello stetoscopio sul torace |
| VI/VI  | Il soffio è forte e con fremito palpabile. Il soffio è udibile con lo stetoscopio accostato al torace senza contatto con esso.       |

## Significato clinico
La scala di Levine, introdotta nel 1933, è ancora attualmente il gold standard per classificare l'intensità dei soffi cardiaci. Essa assicura accuratezza e accordo interosservatore, essenziali per la diagnosi, soprattutto per la distinzione tra soffi innocenti (o funzionali) e soffi patologici.
Si ritiene che i soffi più intensi (grado uguale o maggiore al terzo) siano conseguenza di difetti cardiaci con possibili conseguenze emodinamiche.